# Molosowate
Molosowate, molosy (Molossidae) – rodzina ssaków z podrzędu mroczkokształtnych (Verspetillioniformes) w obrębie rzędu nietoperzy (Chiroptera) charakteryzujących się ogonem wystającym z błony lotnej i przeciwstawnym pierwszym palcem stopy.

## Rozmieszczenie geograficzne
Molosowate obejmują gatunki występujące w cieplejszych regionach całego świata.

## Systematyka
Do molosowatych zaliczane są następujące podrodziny:
- Tomopeatinae G.S. Miller, 1907 – tępouchy – jedynym przedstawicielem jest Tomopeas ravus G.S. Miller, 1900 – tępouch peruwiański
- Molossinae P. Gervais, 1856 – molosy